# پل اشتوتزنگر
پل اشتوتزنگر (آلمانی: Paul Sturzenegger; ۷ ژوئن ۱۹۰۲ – ۱ ژانویهٔ ۱۹۷۰) بازیکن فوتبال اهل سوئیس بود.
از باشگاه‌هایی که در آن بازی کرده‌است می‌توان به باشگاه فوتبال زوریخ و باشگاه فوتبال لوگانو اشاره کرد.